# Perry (Ontario)
Perry to gmina (ang. township) w Kanadzie, w prowincji Ontario, w dystrykcie Parry Sound.
Powierzchnia Perry to 186,68 km².
Według danych spisu powszechnego z roku 2001 Perry liczy 2252 mieszkańców (12,06 os./km²).